# Linia kolejowa nr 352
Linia kolejowa nr 352 – jedno- i dwutorowa, zelektryfikowana, magistralna linia kolejowa znaczenia państwowego łącząca stację Swarzędz ze stacją Poznań Starołęka.

## Historia
Otwarcie linii nastąpiło w 1942 w związku z budową stacji rozrządowej Poznań Franowo. Oprócz przeznaczenia stricte towarowego linia służyła przewozom pasażerskim, czego dowodem jest infrastruktura peronowa przystanku Nowa Wieś Poznańska oraz samej stacji Poznań Franowo, rejony PFB i PFA (dawniej Poznań Kobylepole). Pociągi osobowe kursowały tędy w kierunku stacji m.in. Krzyż, Poznań Franowo, Konin, Kutno oraz Poznań Główny do rozkładu 1999/2000.

## Stan techniczny
Postępująca degradacja szlaków zmusiła spółkę PKP PLK do ograniczania prędkości na linii. W ramach modernizacji PWK dokonano remontu toru nr 1 na odcinku Swarzędz - Poznań Starołęka, dzięki któremu prędkość pociągów wzrosła z 20 do 100 km/h na odcinku Swarzędz - Nowa Wieś Poznańska - okręg PFA oraz do 60 km/h na odcinku okręg PFA - Poznań Starołęka, umożliwiając objazd remontowanego odcinka linii kolejowej nr 3 ze Swarzędza do stacji Poznań Główny dla pociągów pasażerskich. Tor nr 2 pozostał niewyremontowany aż do rozkładu jazdy 2014/2015, kiedy to podniesiono prędkość na odcinku Swarzędz - Nowa Wieś Poznańska - okręg PFA z 20 do 60 km/h (następnie do 100 km/h) oraz na odcinku Pokrzywno - Poznań Starołęka z 20 do 60 km/h. W rozkładzie jazdy 2015/2016 prędkość jazdy dla toru nr 2 wynosiła 100 km/h na odcinku Swarzędz - Nowa Wieś Poznańska - okręg PFA, 20 km/h na odcinku okręg PFA - Pokrzywno, 60 km/h z Pokrzywna do Poznania Starołęki oraz 40 km/h w stacji Poznań Starołęka.

## Obecne wykorzystanie linii
Obecnie linia służy głównie przewozom towarowym do pobliskiej stacji rozrządowej Poznań Franowo. Jedynym operatorem przewozów pasażerskich na linii jest obecnie PKP IC. Aktualnie (07.2024) przez stację przejeżdżają bez zatrzymania 6 par pociągów PKP IC, a mianowicie IC Mewa, IC Podlasiak, IC Gałczyński, IC Uznam, EIC Chrobry, IC Górski.

## Parametry techniczne
| Wykaz maksymalnych prędkości w km/h | Wykaz maksymalnych prędkości w km/h | Wykaz maksymalnych prędkości w km/h | Wykaz maksymalnych prędkości w km/h | Wykaz maksymalnych prędkości w km/h | Wykaz maksymalnych prędkości w km/h |
| ----------------------------------- | ----------------------------------- | ----------------------------------- | ----------------------------------- | ----------------------------------- | ----------------------------------- |
| odcinek linii                       | odcinek linii                       |                                     | Tor nr 1                            | Tor nr 1                            | Tor nr 1                            |
| km pocz.                            | km końcowy                          | pociągi pasażerskie                 | szynobusy                           | pociągi towarowe                    |                                     |
| 0,700                               | 3,707                               | 100                                 | 100                                 | 80                                  |                                     |
| 3,707                               | 5,600                               | 60                                  | 60                                  | 60                                  |                                     |
| 5,600                               | 9,600                               | 100                                 | 100                                 | 80                                  |                                     |
| 9,600                               | 11,798                              | 80                                  | 80                                  | 60                                  |                                     |
|                                     |                                     |                                     |                                     |                                     |                                     |
| odcinek linii                       | odcinek linii                       |                                     | Tor nr 2                            | Tor nr 2                            | Tor nr 2                            |
| km pocz.                            | km końcowy                          | pociągi pasażerskie                 | szynobusy                           | pociągi towarowe                    |                                     |
| -0,873                              | 3,978                               | 100                                 | 100                                 | 80                                  |                                     |
| 3,978                               | 6,893                               | 60                                  | 60                                  | 60                                  |                                     |
| 6,893                               | 8,372                               | 100                                 | 100                                 | 60                                  |                                     |
| 8,372                               | 10,457                              | 60                                  | 60                                  | 60                                  |                                     |
| 10,457                              | 11,640                              | 100                                 | 100                                 | 60                                  |                                     |